# Kiddle (motor de búsqueda)
Kiddle.co es un motor de búsqueda web y enciclopedia en línea que apunta a la seguridad de los niños. Kiddle utiliza Google Programmable Search Engine y emplea SafeSearch con filtros adicionales. Kiddle funciona con Google Custom Search, pero no está afiliado a Google LLC. Sin embargo, se ha confundido con un producto de Google en varios artículos de noticias y blogs debido a su nombre.

## Historia
El dominio de Kiddle se registró en 2014. El dominio .co fue elegido por los diseñadores para enfatizar el público objetivo "solo para niños" ("Children Only", en inglés) del motor de búsqueda. Kiddle se hizo muy popular en las redes sociales en 2016, e incluso se convirtió en un meme debido al bloqueo de ciertas palabras clave durante poco tiempo.
Desde julio de 2023 Kiddle también está disponible en español.

## Formato
Una vez que el usuario introduce temas en la barra de herramientas de búsqueda, Kiddle devuelve y clasifica sus hallazgos, y empuja el contenido seguro para los niños más arriba en sus resultados de búsqueda. Aparece como una ventana de Motor de búsqueda programable de Google con un tema estilizado del espacio exterior para sus páginas. Kiddle presenta los resultados de la búsqueda con los tres primeros resultados considerados seguros y escritos específicamente para niños y "revisados por los editores de Kiddle". Los cuatro siguientes son sitios seguros no escritos especialmente para niños, pero presentados en un lenguaje adaptado a ellos. El octavo resultado, y todos los demás, son sitios seguros escritos para adultos pero más difíciles de entender para los niños. Los resultados presentados se filtran a través de Google SafeSearch.
Si el usuario introduce términos considerados como inapropiados, aparece la imagen de un robot que le indica que vuelva a intentarlo.

## Kpedia
Kiddle Encyclopedia (Kpedia) es una enciclopedia en línea disponible desde su motor de búsqueda. Cuenta con más de 700.000 artículos, y está "basada en contenidos y hechos seleccionados de Wikipedia, reescritos para niños". Kiddle posiciona su Kpedia como un recurso educativo para ser utilizado como "ayuda en los deberes escolares y educación general", e incluye sus artículos en los resultados de búsqueda. El software funciona con MediaWiki.

## Controversia
En 2016, Kiddle fue objeto de críticas por bloquear varios términos de búsqueda relacionados con la comunidad LGBT, argumentando que las palabras clave no eran adecuadas para niños pequeños.
Debido a las protestas del público, Kiddle anunció que las desbloquearía.